# Anselmo Lorecchio
Anselmo Lorecchio (IPA: [anˈsɛlmo loˈrɛkkjo], Anselmo Lorekio in arbëreshe; Pallagorio, 3 novembre 1843 – Roma, 22 marzo 1924) è stato un avvocato, giornalista, politico, poeta e scrittore italiano di etnia arbëreshë, fondatore della rivista La Nazione Albanese e autore di diverse opere letterarie inneggianti all'indipendenza dell'Albania.

## Biografia
Anselmo Lorecchio nacque il 3 novembre 1843 a Pallagorio, un piccolo comune arbëreshë della Calabria, a cui rimarrà sempre legato.
Ottenuta la laurea in Giurisprudenza il 21 dicembre 1868 alla Regia Università di Napoli, divenne Procuratore presso la Corte d'appello di Napoli nel 1869, e presso il Banco di Napoli nel 1870.
Dal 1878 svolse diversi incarichi all'interno della Pubblica Amministrazione, tra cui quelli di delegato scolastico e agente demaniale; ricoprì anche altri incarichi, stavolta di natura politica: fu segretario del Consiglio provinciale di Catanzaro dal 1883 al 1884, sindaco di Pallagorio nel 1892 e delegato (o titolare) di diverse inchieste in ambito amministrativo, economico o giudiziario.
Nel 1895, tramite invito pubblicato sul giornale Il Mattino, partecipò al "I Congresso degli Albanesi d'Italia" svoltosi a Corigliano Calabro, presieduto da Girolamo De Rada e da cui nacque poi la Società Nazionale Albanese, dove Lorecchio venne eletto come vicepresidente, De Rada come presidente onorario e l'archimandrita Pietro Camodeca dei Coronei come presidente. Nel gennaio del 1897 fondò la rivista La Nazione Albanese, ideologicamente vicina alla Società, a cui Lorecchio dedicherà gran parte della sua carriera giornalistica.
Nel 1898 pubblicò La questione albanese. Scritti vari, una raccolta di articoli provenienti da varie testate giornalistiche a livello locale e nazionale come Il Calabro, La Giostra, il Resto del Carlino, La Stampa, La Riforma e molti altri ancora.

Anselmo Lorecchio nel suo studio.

L'8 aprile del 1900 fondò a Roma il Comitato nazionale albanese, che a livello ideologico riprese la scia della vecchia Società Nazionale Albanese presieduta dagli stessi De Rada, Lorecchio e Camodeca dei Coronei; tale comitato presumeva fondamentalmente l'adesione a tutte le iniziative che fossero a favore dell'indipendenza albanese, senza però dover mai ricorrere ad alcun atto di violenza.
Nel 1904 pubblicò Il pensiero politico albanese in rapporto agli interessi italiani, un volume che Lorecchio scrisse allo scopo di riuscire in qualche modo, oltre a tracciare un bilancio iniziale dei primi anni di vita della sua rivista, a sensibilizzare il governo italiano e l'opinione pubblica sull'importanza della questione albanese e sugli interessi dell'Italia nell'Adriatico e nel Mediterraneo.

La testata principale de La Nazione Albanese, rivista fondata da Anselmo Lorecchio nel 1897.

Tra il 1900 e il 1911 Lorecchio, tramite anche la pubblicazione di diversi suoi articoli su La Nazione Albanese, fece udire ancora di più la sua voce in favore di quella nazione a lui tanto cara, l'Albania. Cercò in quegli anni di coinvolgere nella sua campagna diverse personalità illustri, tra cui Ricciotti Garibaldi e Juan Pedro Aladro y Kastriota, nobile spagnolo discendente di Giorgio Castriota Scanderbeg, oltre che di ottenere l'appoggio del Governo sull'incremento dei rapporti commerciali con i territori albanesi, offrendo addirittura l'attività di mediazione della Società Nazionale Albanese già proposta al Ministro degli Esteri Emilio Visconti Venosta.
Nel 1912, a distanza di pochi giorni dalla proclamazione dell'indipendenza dello Stato albanese e dalla costituzione del governo di Valona, Ismail Kemali ringraziò personalmente Lorecchio dicendo: «I vostri auguri pel compimento dei nostri comuni ideali ci giungono graditissimi. Siamo sicuri delle simpatie e del concorso cordiale di tutti gli Albanesi d'Italia. La vostra opera di vecchio lottatore sarà degnamente apprezzata dalla libera Albania».
Nel corso degli eventi relativi alla prima guerra mondiale, Lorecchio pubblicò nel 1920 il volume Albania: memorandum per l'indipendenza albanese e, nel 1921, l'opuscolo L'Albania è ammessa nella Società delle Nazioni. Il 22 dicembre 1920 ricevette una lettera inviata dal capo della delegazione albanese alla Società delle Nazioni, mons. Fan Stilian Noli, in cui anch'egli ringraziò sentitamente Lorecchio per l'attività svolta.
Anselmo Lorecchio si spense a Roma, nella sua casa di piazza San Giovanni in Laterano, il 22 marzo 1924; con la sua morte, terminarono anche le pubblicazioni della rivista La Nazione Albanese.

## Opere
- Abecedario della lingua albanese approvato ed adottato dal Congresso Nazionale unito in Corigliano Calabro nell'ottobre del 1895, Corigliano Calabro, Popolano, 1896;
- La questione albanese. Scritti vari, 1898;
- Il pensiero politico albanese in rapporto agli interessi italiani, Roma, Tipografia operaia romana, 1904;
- Albania: memorandum per l'indipendenza albanese, 1920.

### Libri dedicati a Lorecchio
- Blerina Suta, Anselmo Lorecchio e La Nazione Albanese, Soveria Mannelli, Rubbettino Editore, 2013.